# Trisomie 21 (band)

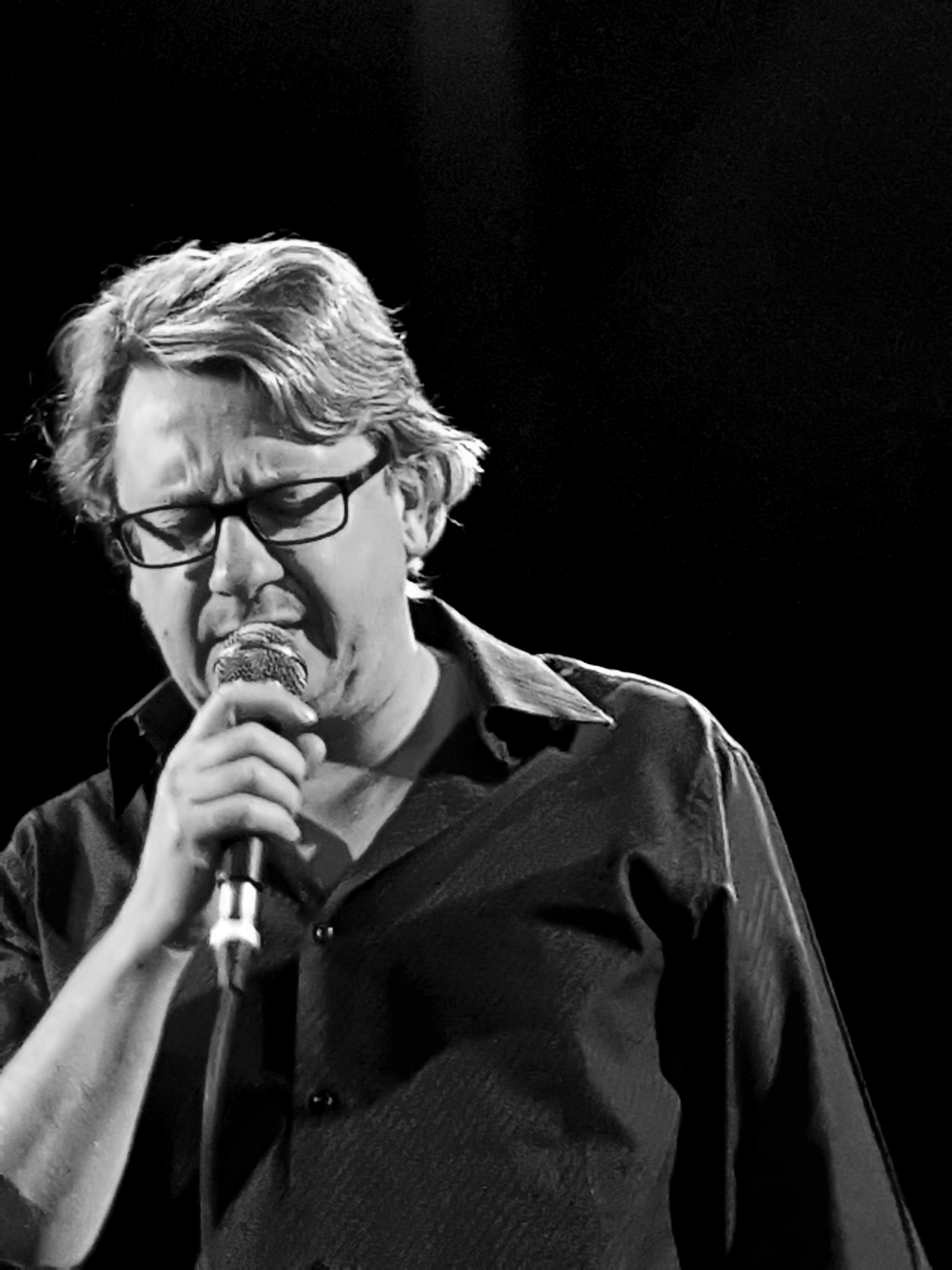
Philippe Lomprez, 2017.

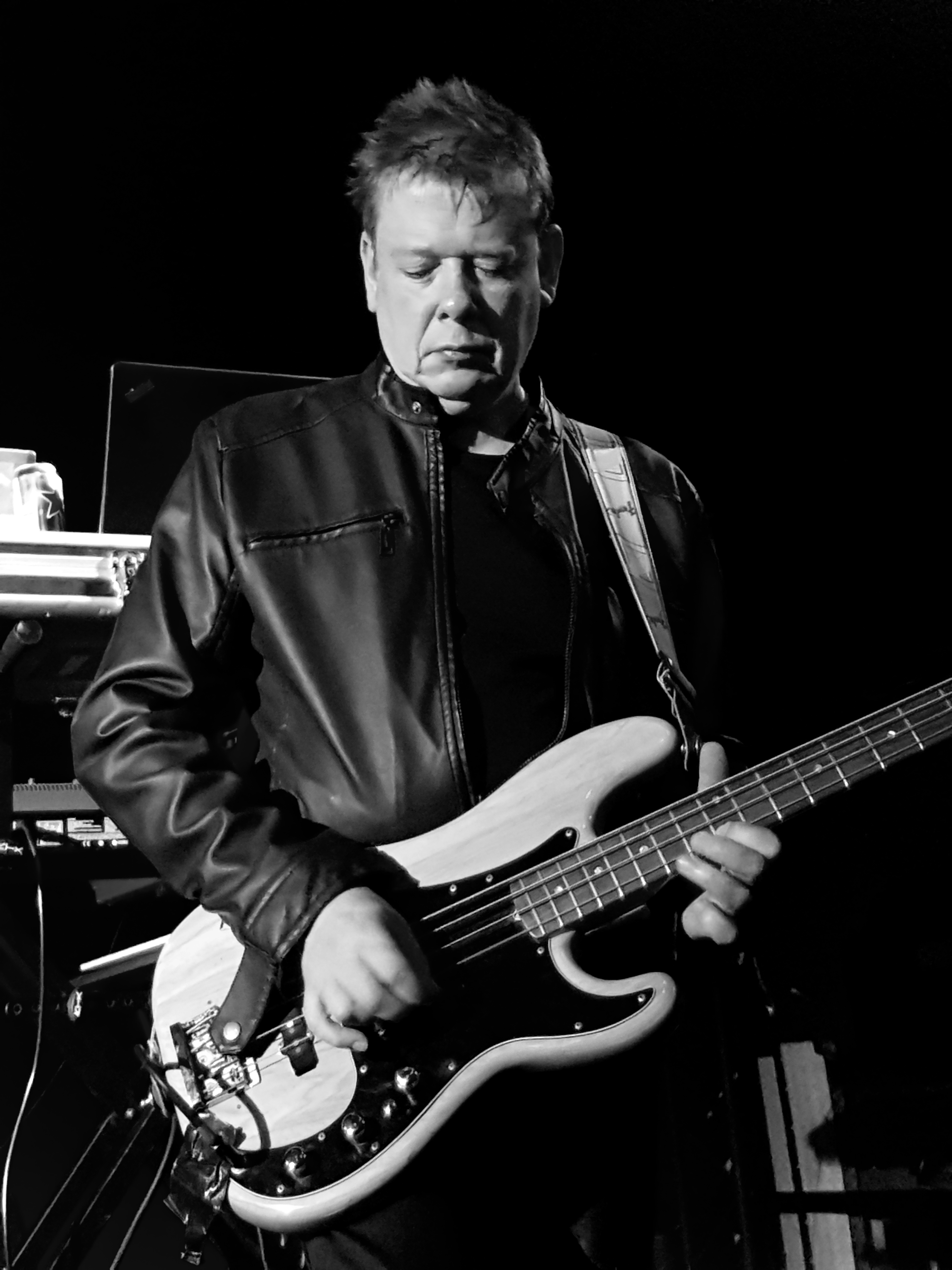
Hervé Lomprez, 2017.

Trisomie 21 is een Franse band uit de coldwave, een voornamelijk Franse variant van de darkwave. Hun bekendste hit is 'The Last Song', die grote bekendheid in de gothicmuziekscène geniet.
Oprichters van de groep, in de vroege jaren tachtig, waren de gebroeders Philippe en Hervé Lomprez uit Denain in Noordwest-Frankrijk. Philippe was de zanger, en Hervé bespeelde de synthesizer en gitaar. Ze brachten new wave met de typerende koele, afstandelijke sfeer van de periode 1980–1981. Vanaf het midden van de jaren tachtig maakten ze een verschuiving naar nog sterker elektronisch getinte muziek, die onder de noemer industrial ondergebracht kan worden. Trisomie 21 maakte zowel in het Frans als in het Engels nummers, in dat laatste geval met een onmiskenbaar Frans accent gezongen.

## Discografie

### Albums
- 1983: The First Songs Vol. 1 : Le Repos Des Enfants Heureux
- 1984: The First Songs Vol. 2 : Passions Divisées
- 1985: Wait And Dance
- 1985: La Fête Triste
- 1987: Chapter IV
- 1987: Million Lights
- 1988: Works
- 1990: T21 Plays The Pictures
- 1992: Distant Voices
- 1997: Gohohako
- 2004: Happy Mystery Child
- 2009: Black Label

### Maxisingles
- 1985: Wait And Dance
- 1986: Joh' Burg
- 1987: Shift Away
- 1990: Final Work
- 2005: Midnight Of My Life
- 2005: Red Or Green